# Wolfgang Rittmann

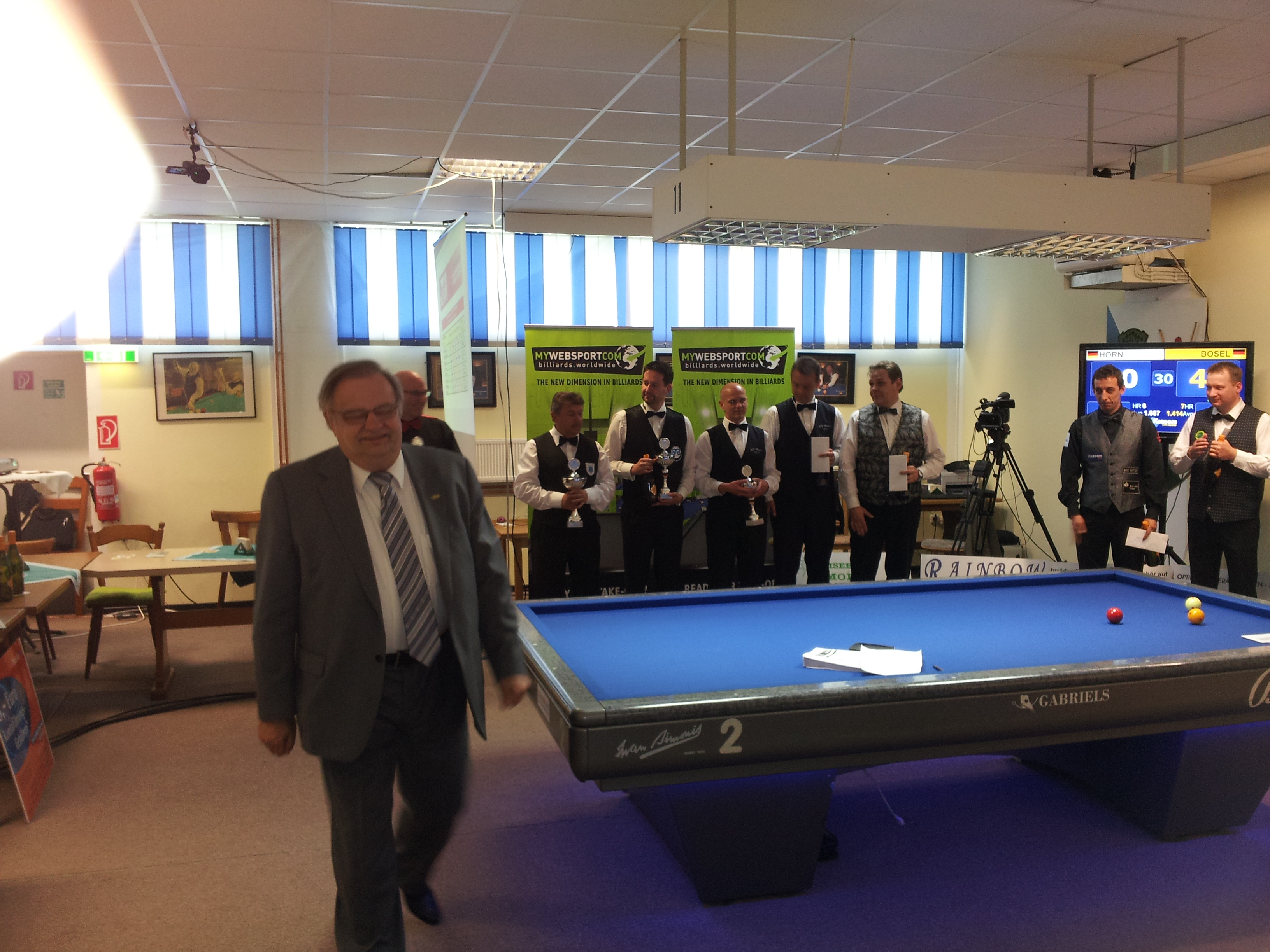
Wolfgang Rittmann (Vordergrund, links) bei der Siegerehrung der German Dreiband Masters 2013 in Herten (Buer).

Wolfgang Rittmann (* 24. März 1947; † 29. Januar 2016 in Bottrop) war ein deutscher Billardfunktionär. Er war von 1982 bis 2002 Präsident des Deutschen Billard-Bundes beziehungsweise der Deutschen Billard-Union und von 1988 bis zu seinem Tod Präsident der Confédération Européenne de Billard.

## Karriere
Im Februar 1982 wurde Rittmann als Nachfolger von Herbert Faßbender Präsident des Deutschen Billard-Bundes. In seiner Präsidentschaft sicherte er die Austragung mehrerer internationaler Karambolageturniere in Deutschland. So fanden die Dreiband-Weltmeisterschaften 1984 und 1996 sowie die Europameisterschaft 1989 in Deutschland statt. Seit 1990 wird zudem die Dreiband-WM für Nationalmannschaften in Viersen ausgetragen. Nach der Wiedervereinigung wurden im Dezember 1990 die Mitgliedsverbände des DDR-Billardverbands DBSV in den DBB aufgenommen. Nach langen Verhandlungen fusionierten im Juni 1992 der Deutsche Billard-Bund und der Deutsche Pool-Billard-Bund zur Deutschen Billard-Union, deren Präsident Rittmann wurde. 1999 ging zudem der Deutsche Snooker Kontroll Verband in der DBU auf. Im Juni 2002 trat Rittmann nicht mehr zur Wahl des Präsidenten an. Sein Nachfolger wurde Karl Roßrucker. Nach dem Rücktritt des DBU-Präsidenten Manfred Pürner im Februar 2012 wurde Rittmann vom Amtsgericht Köln als Notvorstand des vor der Insolvenz stehenden Verbands eingesetzt. In dieser Funktion sowie als Berater des später gewählten Interimsvorstands gelang es ihm, die Insolvenz zu verhindern und die DBU zu sanieren.
Ab 1985 war Rittmann Vizepräsident des Karambolage-Weltverbands UMB. 1988 wurde er Präsident des europäischen Karambolageverbands CEB. Vier Jahre später war er in seinen Funktionen maßgeblich an der Gründung der World Confederation of Billiard Sports beteiligt, dem alle Bereiche des Billardsports umfassenden Weltverband, dessen Vorstand er bis zu seinem Tod angehörte. Als Vorsitzender des deutschen Verbands der nichtolympischen Sportverbände gehörte Rittmann dem Organisationskomitee der World Games 2005 in Duisburg an. Durch ihn initiiert fanden 2013 erstmals an einem Ort gebündelt die Europameisterschaften aller Karambolagedisziplinen statt. Bis zu seinem Tod war Rittmann Präsident der CEB. Mit 27 Jahren war er damit der am längsten amtierende deutsche Funktionär im internationalen Sport.
Am 29. Januar 2016 starb Wolfgang Rittmann in Bottrop an den Folgen einer Krebserkrankung.

## Auszeichnungen
1987 wurde Rittmann mit dem Bundesverdienstkreuz am Bande ausgezeichnet, 2005 mit dem Bundesverdienstkreuz 1. Klasse. 2001 erhielt er eine Ehrenurkunde des IOC. Am 20. November 2010 wurde er zum bislang einzigen Ehrenpräsidenten der Deutschen Billard-Union gewählt.

## Sonstiges
Hauptberuflich war Rittmann Marketing-Manager bei der International Sport Promotion and Consulting. Er war verheiratet und Vater zweier Töchter.